# Agnellus
Agnellus – imię męskie pochodzenia łacińskiego, pochodzące od wyrazu agnus – "jagnię", i oznaczające "jagniątko". Istnieje 3 świętych Agnellusów.
Agnellus imieniny obchodzi 14 grudnia.
Znane osoby noszące to imię:
- Agnellus z Pizy – włoski franciszkanin, błogosławiony Kościoła rzymskokatolickiego